# Линье (деревня)
Линье (Линьё) — деревня без постоянного населения в Марёвском муниципальном районе Новгородской области, входит в состав Молвотицкого сельского поселения.

## География
Деревня расположена на реке Линенка (приток Дымцевки), на Валдайской возвышенности, восточнее административного центра сельского поселения — села Молвотицы и Кушеловского озера.

## История
О древнем заселении здешних мест свидетельствует памятник археологии: курганная группа (6 насыпей) VI—IX вв., расположенная в 0,95 км юго-западнее от Линья, на восточном берегу Кушеловского озера.
В списке населённых мест Демянского уезда Новгородской губернии за 1909 год деревня Линье (Линья), указана на земле Линского сельского общества, на территории Польской волости; число жителей — 262, дворов — 45, в деревне тогда была часовня, имелись: хлебозапасный магазин и две мелочные лавки. По постановлению ВЦИК от 3 апреля 1924 года Польская волость была упразднена, а Линье вошло в состав Молвотицкой волости. Население деревни Линье по переписи населения 1926 года — 315 человек. Затем, с августа 1927 года, деревня Линье — центр Линьевского сельсовета новообразованного Молвотицкого района новообразованного Новгородского округа в составе переименованной из Северо-Западной в Ленинградскую области. По постановлению ЦИК и СНК СССР от 23 июля 1930 года Новгородский округ был упразднён, а район перешёл в прямое подчинение Леноблисполкому. Германская оккупация — в конце 1941 года. Указом Президиума Верховного Совета РСФСР от 19 февраля 1944 года райцентр Молвотицкого района был перенесён из села Молвотицы в село Марёво. Указом Президиума Верховного Совета СССР от 5 июля 1944 года была образована Новгородская область и Молвотицкий район вошёл в её состав.
Решением Новгородского облисполкома № 345 от 12 апреля 1961 года центр Линьевского (Линского) сельсовета был перенесён из деревни Поля в деревню Горное, а Линьевский (Линский) сельсовет был переименован в Горный, затем решением Новгородского облисполкома № 692 от 4 августа 1961 года деревня Линье, в числе прочих, из Горного сельсовета была передана в состав Молвотицкого сельсовета.
Во время неудавшейся всесоюзной реформы по делению на сельские и промышленные районы и парторганизации, в соответствии с решениями ноябрьского (1962 года) пленума ЦК КПСС «о перестройке партийного руководства народным хозяйством» с 10 декабря 1962 года был образован крупный Демянский сельский район, а административный Молвотицкий район 1 февраля 1963 года был упразднён. Молвотицкий сельсовет тогда вошёл в состав Демянского сельского района. Пленум ЦК КПСС, состоявшийся 16 ноября 1964 года восстановил прежний принцип партийного руководства народным хозяйством, после чего Указом Верховного Совета РСФСР от 12 января 1965 года сельские районы были преобразованы вновь в административные районы и решением Новгородского облисполкома № 6 от 14 января 1965 года Молвотицкий сельсовет и деревня в Демянском районе. Решением Новгородского облисполкома № 439 от 27 августа 1965 года деревня Линье, в числе прочих, из Молвотицкого сельсовета была перечислена в состав Горного сельсовета. В соответствие решению Новгородского облисполкома № 706 от 31 декабря 1966 года Горный сельсовет и деревня из Демянского района были переданы во вновь созданный Марёвский район.
После прекращения деятельности Горного сельского Совета в начале 1990-х стала действовать Администрация Горного сельсовета, которая была упразднена в начале 2006 года и деревня Линье, по результатам муниципальной реформы входила в состав муниципального образования — Горное сельское поселение Марёвского муниципального района (местное самоуправление), по административно-территориальному устройству была подчинена администрации Горного сельского поселения Марёвского района. С 12 апреля 2010 года после упразднения Горного сельского поселения Линье в составе Молвотицкого сельского поселения.

## Население
| 2010 | 2012 | 2013 | 2014 | 2015 | 2016 |
| ---- | ---- | ---- | ---- | ---- | ---- |
| 0    | →0   | →0   | →0   | →0   | →0   |